# Cacel Nice
Le CACEL (acronyme de Centre d'Animation, de Culture Et de Loisirs) était une structure associative située à Nice. Elle avait pour objectif le développement de la culture et du sport dans la jeunesse, dans une perspective d'éducation populaire.
En 1987, le club du Cercle des Nageurs de Nice est repris par le Cacel.
L'association disparait en 1999 dans le cadre d'une affaire de corruption impliquant l'ancien maire de Nice Jacques Médecin.

## Histoire
En avril 1972, Jacques Médecin accuse les quatre Maisons des jeunes et de la culture (MJC) de Nice (créées entre 1965 et 1971) d'être politisées. Il s'agit de la première attaque importante en France contre ces structures associatives. Dans journal Nice-Matin, il déclare que les MJC sont « des foyers de révolution qu'[il s'en va] supprimer » et que « les jeunes trouveront beaucoup plus de bonheur à s’exprimer sur un stade que dans des conciliabules plus ou moins putrides ». Par la suite, il désigne les MJC sous le terme de « Maisons des Jaunes » après avoir évoqué un portrait de Mao Zedong qui aurait été trouvé à la MJC de Nice Bon-Voyage. Il leur reproche également les « "spectacles répugnants" offerts à la vue [des] enfants » ainsi que, selon lui, leur militantisme contre la municipalité. Pour faire concurrence aux quatre MJC, il crée en 1975 (ou 1974) une structure rivale, les CACEL (Centre d’animation de culture et de loisirs), dirigés par ses proches, qui seront au nombre de cinq et mieux aidés financièrement que les MJC. 
Au cours des années 1990, le Cacel est l'épicentre de l'affaire de détournement de fonds publics et de corruption impliquant Jacques Médecin et Jean-Claude Pastorelli  gestionnaire du Cacel, considéré comme un « foyer de subversion » ainsi que le signale le Conseil municipal de Nice du 10 novembre 2006. Or ce CACEL qui totalisait plus de 20.000 adhérents, accusait en 1995 un passif de 200 millions de francs, dont 1,3 million de francs de cotisations dues aux organismes sociaux, et pourtant avancées par la ville de Nice.

## Section water-polo
En 1912, le Cercle des Nageurs de Nice est fondé par le champion de natation Paul Vasseur. Alors siégeant à la piscine du Piol, la section de water-polo est repris par le Cacel est charge du nouveau Palais des sports Jean-Bouin.
Après quatre titres consécutifs de champion de France de 1992 à 1995, l'histoire du club est stoppée en 1995 par une liquidation judiciaire, en raison de problèmes financiers.
L'équipe est immédiatement reformée au sein d'un nouveau club, l'Olympic Nice natation, champion de France en 1997.

### Palmarès
- 4 titres de champion de France : 1992, 1993, 1994 et 1995.
- 5 coupes de France : 1990, 1992, 1993, 1994 et 1995[10].